# Santa Rosa de Viterbo
Santa Rosa de Viterbo este un oraș în São Paulo (SP), Brazilia.